# Kontrakcja (geologia)
Kontrakcja – kurczenie się skał. Zazwyczaj jest wynikiem zmniejszania objętości skały w wyniku jej stygnięcia, ale możliwa jest też kontrakcja metasomatyczna, związana np. z przechodzeniem jednych minerałów w drugie, o większej gęstości, pod wpływem ciśnienia. Czasami termin kontrakcja używany jest w znaczeniu hipotezy kontrakcji, czyli  stygnięcia w czasie geologicznym i kurczenia się rozgrzanego wnętrza Ziemi, co miało być jedną z przyczyn diastrofizmu.